# 梁嘉彬
梁嘉彬（1910年—1995年），廣東十三行天寶行第六代梁經國傳人。
梁廣照第三子，自幼好學不倦，師從陈知俭、邬庆时。
1928年秋天，由南开中学考入清华大学史学系，“专心从事十三行之研究”。1934年赴日本留學，1935年考入东京帝国大学（今東京大學）。1937年出版《廣東十三行考》，年僅27歲，1944年1月，山内喜代美将该书译为日文。1931年撰写《葡人在华最初殖民地Lampaeaao考》，在《清华周刊》第35卷第4期发表。後赴台湾，任东海大学、國立政治大学、辅仁大学、文化大学教授。1971年，东京大学补授梁嘉彬文学博士学位。